# Coverciano
Coverciano è un quartiere della zona est di Firenze, sulla riva destra del fiume Arno.

## Storia
Il nome deriva dalla parola latina Cofercianus, la quale a sua volta deriva dal nome latino di persona Corficius (Corficio), che si pensa essere il nome del proprietario o del lavoratore del fondo rustico, con l'aggiunta della terminazione anus: fundus corficianus o corfecianus; la parola ha poi subito alcune trasformazioni per metatesi ed è diventata prima Cofircius o Cofercius e poi Cofircianus o Cofercianus. Il nome è stato poi italianizzato in Coverciano.
Il quartiere è delimitato dai torrenti Affrico e Mensola, dalle pendici delle colline e dalla via Aretina.

## Descrizione
Vi si trovano:
- due chiese parrocchiali (la chiesa di Santa Maria a Coverciano e la chiesa dedicata a Santa Caterina da Siena);[1]
- due monasteri femminili: San Baldassarre (Agostiniane) e San Girolamo (clarisse);[1]
- il Centro tecnico federale Luigi Ridolfi della Federazione Italiana Giuoco Calcio, sede del ritiro della nazionale di calcio dell'Italia;[1]
- il Museo del Calcio di Coverciano;
- la sede della sezione AIA di Firenze;
- il Giudice sportivo di Firenze;
- Le squadre di calcio: Settignanese e Sancat;
- la piccola chiesa romanica di San Bartolomeo al Gignoro;
- la chiesa ex parrocchiale di Santa Maria a Coverciano, sostituita nel culto dall'edificio moderno;
- la villa di Poggio Gherardo, oggi sede dell'Istituto Antoniano Maschile dei Padri Rogazionisti;
- il complesso scolastico pubblico di Santa Maria a Coverciano comprendente materna, elementari e medie;
- il Liceo scientifico statale Antonio Gramsci;
- l'Istituto tecnico commerciale statale Giuseppe Peano;
- una caserma dell'Esercito italiano intitolata al Generale di brigata M.O.V.M. Giuseppe Perotti.
- l'ex monastero di San Baldassarre, in via Gabriele D'Annunzio.

Nel quartiere di Coverciano, adattato alle esigenze narrative, è ambientato il romanzo Sorelle Materassi di Aldo Palazzeschi.